# Diocesi di Aptuca
La diocesi di Aptuca (in latino Dioecesis Aptucensis) è una sede soppressa e sede titolare della Chiesa cattolica.

## Storia
Aptuca (Henchir-Oudeca nell'odierna Tunisia) è un'antica sede episcopale della provincia romana dell'Africa Proconsolare, suffraganea dell'arcidiocesi di Cartagine.
Due sono i vescovi noti di questa antica diocesi. Alla conferenza di Cartagine del 411, che vide riuniti assieme i vescovi cattolici e donatisti dell'Africa, parteciparono due vescovi con lo stesso nome, Ianuario (Gennaro), uno per parte cattolica e l'altro per parte donatista.
Dal 1933 Aptuca è annoverata tra le sedi vescovili titolari della Chiesa cattolica; dal 6 febbraio 2007 il vescovo titolare è Reinhard Pappenberger, vescovo ausiliare di Ratisbona.

## Cronotassi

### Vescovi
- Ianuario † (menzionato nel 411)
  - Ianuario † (menzionato nel 411) (vescovo donatista)

### Vescovi titolari
- Alfonso Niehues † (3 agosto 1965 - 18 maggio 1967 succeduto arcivescovo di Florianópolis)
- Alois Stöger † (3 luglio 1967 - 12 dicembre 1999 deceduto)
- Richard Joseph Malone (27 gennaio 2000 - 10 febbraio 2004 nominato vescovo di Portland)
- Andrews Thazhath (18 marzo 2004 - 22 gennaio 2007 nominato arcivescovo di Trichur)
- Reinhard Pappenberger, dal 6 febbraio 2007